# Station Laxå
Laxå is een spoorwegstation in de Zweedse stad Laxå dat in 1866 werd geopend aan de westelijke hoofdlijn. 

## Geschiedenis
De westelijke hoofdlijn werd op 1 augustus 1862 geopend, het station in Laxå kwam in 1866 toen de Värmlandlijn bij Laxå op de westelijke hoofdlijn werd aangesloten. De treinen tussen Stockholm en Oslo moesten kopmaken in het station totdat in 1962 een verbindingsboog ten oosten van het station werd geopend. Sindsdien rijden de treinen tussen de Värmlandlijn en het oosten rechtstreeks van en naar Hallsberg en niet meer door station Laxå, waardoor Laxå zijn rol als spoorwegknooppunt grotendeels verloor.

## Ligging en inrichting
Het stationsgebouw ligt op 229 km van zowel Stockholm als Göteborg aan de noordrand van de bebouwde kom. Voor het reizigersverkeer ligt er een zijperron langs het stationsgebouw en een eilandperron. Ten noorden van de perrons liggen zes opstelsporen en aan de noordrand van het emplacement ligt een houtoverslag. In 2010 verkocht Jernhusen het stationsgebouw aan de gemeente Laxå voor een bedrag van SEK 100.000.